# Fashkhvorān
Fashkhvorān (persiska: فشخوران) är en ort i Iran.   Den ligger i provinsen Kermanshah, i den nordvästra delen av landet, 300 km väster om huvudstaden Teheran. Fashkhvorān ligger 1 533 meter över havet och antalet invånare är 387.
Terrängen runt Fashkhvorān är huvudsakligen kuperad, men söderut är den platt. Runt Fashkhvorān är det ganska tätbefolkat, med 239 invånare per kvadratkilometer. Närmaste större samhälle är Kangāvar, 5,6 km söder om Fashkhvorān. Trakten runt Fashkhvorān består till största delen av jordbruksmark.